# (85770) 1998 UP1
(85770) 1998 UP1 – planetoida z grupy Atena należąca do obiektów NEO.

## Odkrycie
Została odkryta 18 października 1998 w programie LINEAR w Lincoln Laboratory ETS w Socorro. Nazwa planetoidy jest oznaczeniem tymczasowym.

## Orbita
(85770) 1998 UP1 krąży wokół Słońca w rezonansie 1:1 z Ziemią, jest więc klasycznym obiektem koorbitalnym. Planetoida okrąża Słońce w ciągu 1 roku, w średniej odległości 0,99 j.a. Nachylenie jej orbity względem ekliptyki to 33,17°, a mimośród jej orbity wynosi 0,34.